# Dichlorprop
Dichlorprop er et udbredt herbicid eller ukrudtsmiddel med det kemiske navn 2,4-dichlorphenoxy propionsyre. Den kemiske struktur ligner 2,4-D og virkningsmekanismen er den samme. I perioden 1963 til 2000 var Dichlorprop det mest anvendte aktivstof med et samlet forbrug på 29.000 ton – nu er stoffet ikke længere tilladt i Danmark..
Dichlorprop er neurotoxisk. Den letale dosis, LD50 er for rotter 344 mg/kg. 
Miljøstyrelsens vejledninger

## Eksterne links
- Middeldatabasen.dk Arkiveret 10. marts 2022 hos  Wayback Machine